# メディカルレビュー社
株式会社メディカルレビュー社（メディカルレビューしゃ）は、日本の出版社。
1983年に株式会社メディカルレビュー社設立。主に医学・薬学などの学術専門書籍および雑誌を出版。